# Nieuwe natuur
Van nieuwe natuur wordt sinds het eind van de twintigste eeuw in Nederland en België gesproken wanneer door de mens geëxploiteerd gebied wordt herbestemd voor een natuurlijke ontwikkeling. Vaak wordt dit proces aangeduid als 'natuurbouw' of als het 'teruggeven' van grond aan de natuur. Natuur ontstaat vanzelf als in een bepaald gebied van verder menselijk ingrijpen wordt afgezien, vaak zal dit echter niet de door de mens gewenste 'nieuwe natuur' zijn. Met de term wordt vooral aangelegd en  volgens een bepaald natuurbeeld beheerd nieuw natuurgebied bedoeld.

## Doelen
Doel van het herbestemmen van grond tot natuur kan zijn het met elkaar verbinden van bestaande natuurgebieden. Hierdoor ontstaan ecologische verbindingszones waardoor dieren en planten zich beter kunnen verspreiden. Het moet tegengaan dat natuurgebieden geïsoleerd als 'eilanden' in het landschap liggen. Een ander doel is meer mogelijkheden bieden voor natuurbeleving en recreatie door vaak in steden wonende mens. Soms streeft men zelfs naar het opnieuw laten ontstaan van 'ongerepte' natuur.

## Ontstaan van nieuwe natuur

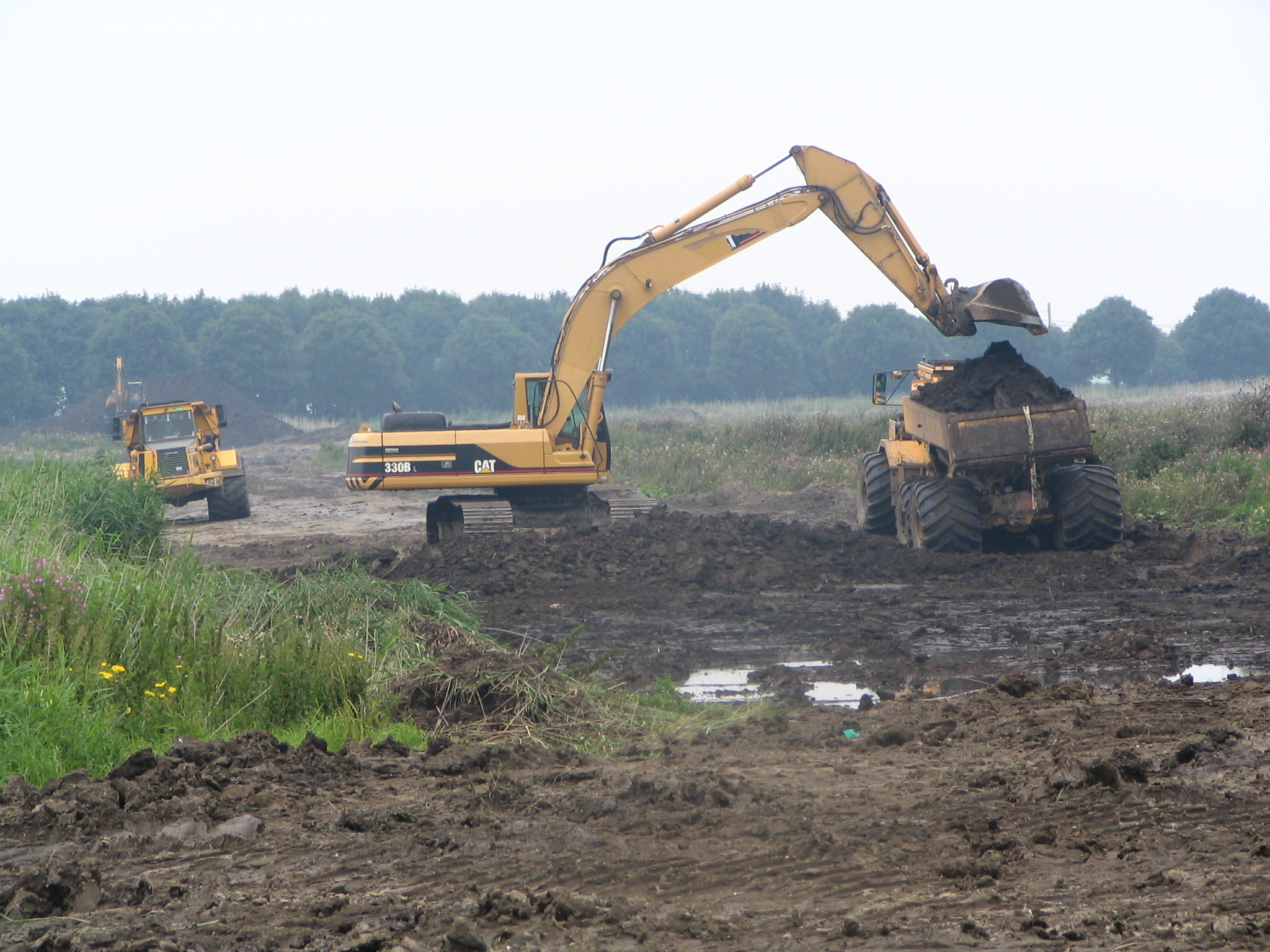
Aanleg van nieuwe natuur

Nieuwe natuur ontstaat door eerder voor andere doelen gebruikte gronden zo in te richten dat een voor die plaats natuurlijk landschap of landschapselement ontstaat. Dit kan op verschillende manieren plaatsvinden, bijvoorbeeld door te stoppen met het bewerken van de landbouwgrond. Een andere optie is om de vruchtbare bovenlaag te verwijderen en daarna het terrein te laten verwilderen.

## Beheer van nieuwe natuur
Beheer kan variëren van totaal geen inmenging van de mens tot actief beheer.
Zonder inmenging kunnen natuurlijke processen zoals storm, overstroming, golfslag, winderosie (resulteert b.v. in duinvorming), watererosie, sedimentatie en bodemvorming, en ecologische processen als het uitsterven van populaties, vestiging en successie op een natuurlijke wijze plaatsvinden.
Er kan ook actief beheer zijn met  begrazing door grote en kleine grazers, bijvoorbeeld heideschapen of Schotse hooglanders. Deze dieren zorgen voor meer variatie in de begroeiing. Ook is het mogelijk dat er actief door de mens wordt ingegrepen, onder andere door te snoeien, te kappen en te maaien.